# Герхард I фон Епщайн
Герхард I фон Епщайн (на немски: Gerhard I von Eppenstein; Gerhard I, II, III von Hagenhausen; * ок. 1143; † сл. 1190) е господар на Епщайн. Той сменя името си от Герхард I, II или III фон Хайнхаузен или Хагенхаузен на Герхард фон Епщайн.

## Произход
Той е син на Герхард I фон Хагенхаузен (* ок. 1131; † сл. 1178). Името на майка му не е известно. Внук е на Герхард фон Хагенхаузен († сл. 1135). Брат е на Готфрид фон Хайнхаузен (* ок. 1172; † 1192/1193) и на Хилдегард фон Хагенхаузен, омъжена за Филип II фон Боланден († сл. 1187), син на Вернер II фон Боланден, фогт на Ингелхайм († ок. 1198).
Към края на 12 век господарите на Хайнхаузен получават замък Епщайн като феод и те веднага се наричат господари фон Епщайн и го правят център на територията си. 
Герхард I е доказан в документи от 1166 до 1191 г.

## Деца
За съпругата му до днес няма сведения. Герхард I фон Епщайн има децата:
- Готфрид I фон Епщайн (* ок. 1189; † 19 декември 1223), господар на Епщайн, женен за Изалда фон Вид (* ок. 1173; † 1223), баща на Зигфрид III фон Епщайн, архиепископ на Майнц (1230 – 1249).
- Зигфрид II фон Епщайн († 1230), архиепископ на Майнц (1200 – 1230)
- Хилдегард фон Епщайн, омъжена за Вернер фон Боланден
- дъщеря фон Епщайн, омъжена за Конрад фон Меренберг († сл. 1129)